# Mary Mallon
Pour les articles homonymes, voir Mallon et Typhoid Mary (comics).
Mary Mallon (née le 23 septembre 1869, morte le 11 novembre 1938), également connue sous le surnom de Mary Typhoïde (Typhoid Mary), fut la première personne aux États-Unis identifiée comme porteur sain de la fièvre typhoïde. 
Comme cuisinière, elle causa l'infection de 51 personnes, et trois en sont mortes,. Sa notoriété a été renforcée par son déni véhément de sa propre responsabilité dans la transmission de la maladie, ainsi que par son refus de cesser son travail de cuisinière. Elle fut mise deux fois en quarantaine sur l'île North Brother Island par les autorités de santé publique : entre 1906 et 1910 et de 1915 jusqu'à la fin de sa vie, puisqu'elle y mourut d'une pneumonie à l'âge de 69 ans.  

## Biographie

### Emplois de cuisinière

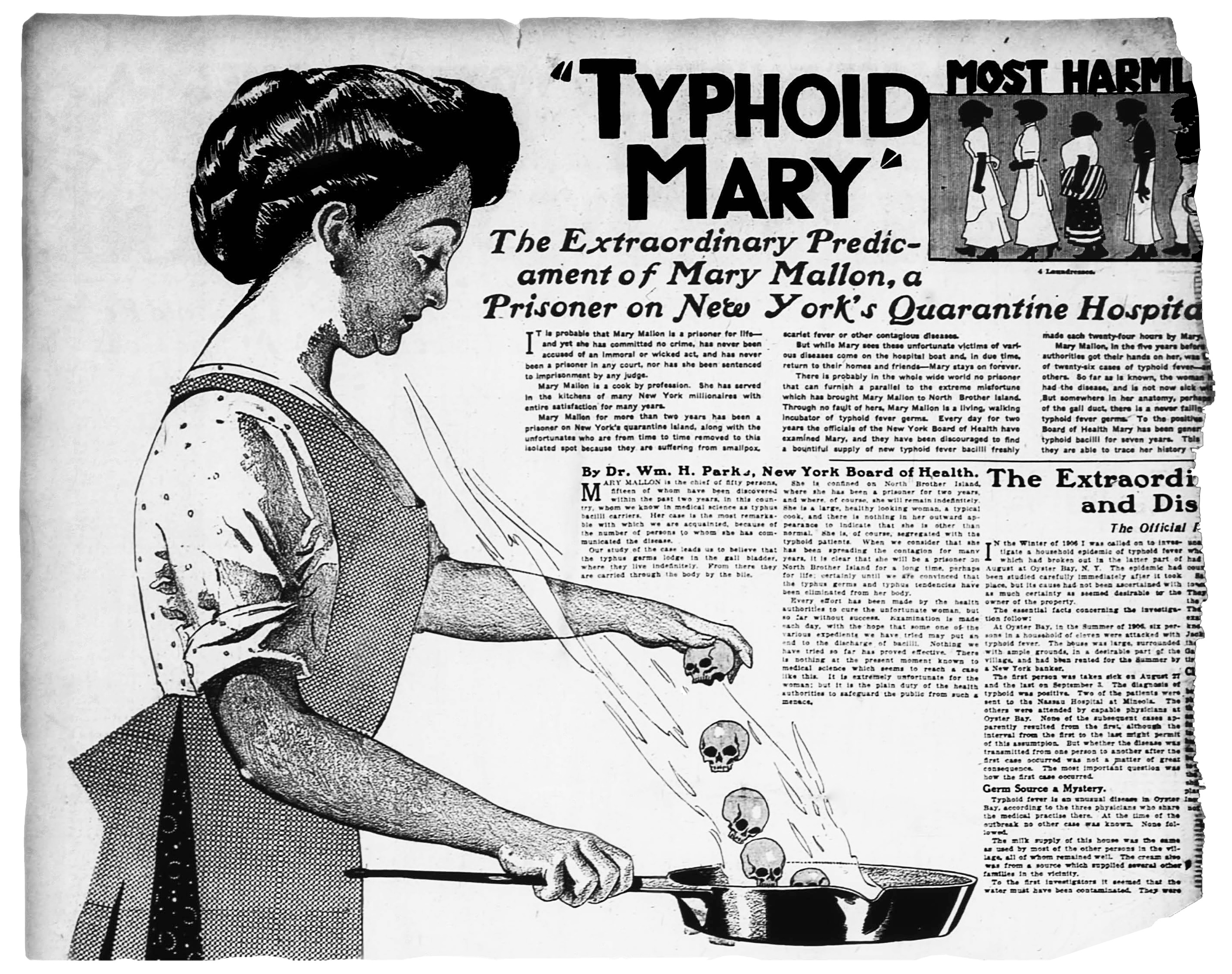
Mary Mallon, illustration d'un journal de 1909

Mary Mallon naît en 1869 à Cookstown, dans le comté de Tyrone en Irlande du Nord. Elle émigre vers les États-Unis en 1884. De 1900 à 1907, elle travaille comme cuisinière à New York et ses environs.
En 1900, elle est engagée comme cuisinière à Mamaroneck, et deux semaines à peine après son embauche, ses employeurs contractent la fièvre typhoïde. Elle déménage à Manhattan en 1901, et les membres de la famille pour qui elle travaille commencent à souffrir de fièvres et de diarrhée, puis une lingère meurt. Mary Mallon trouve alors une place chez un avocat, jusqu'à ce que sept des huit membres de la famille contractent eux aussi la fièvre typhoïde.
En 1906, elle travaille à Oyster Bay sur Long Island pour le riche banquier Charles Henry Warren et sa famille. Quand les Warren louent une maison à Oyster Bay pendant l'été 1906, Mary les suit. Du 27 août au 3 septembre, six des onze membres de la famille contractent la fièvre typhoïde. La famille engage alors George Soper, spécialisé dans les épidémies de cette infection, pour enquêter sur le déclenchement de ces cas. Pendant ses recherches, George Soper publie un rapport le 15 juin 1907 dans le journal de l'American Medical Association, où il explique qu'il pensait d'abord que des coquillages (des myes) étaient la source de la contamination . Il écrit ensuite :
« Il a été établi que la famille a changé de cuisinière le 4 août. C'était deux semaines avant que l'épidémie de fièvre typhoïde ne se déclare (...) Elle n'est restée que peu de temps dans la famille et elle est partie seulement trois semaines après le début de l'épidémie. La cuisinière a été décrite comme une femme irlandaise d'environ 40 ans, grande, lourde, célibataire. Elle semblait en parfaite santé. »
George Soper rencontre ensuite Mary Mallon pour en savoir plus sur son possible rôle dans l'épidémie de fièvre typhoïde, mais elle refuse de se soumettre à des prélèvements d'urine et de selles. George Soper part, puis publie son rapport en juin 1907 dans le Journal of the American Medical Association. Il la rencontre une seconde fois en amenant un médecin avec lui, mais elle refuse à nouveau tout examen. Plus tard, quand il la rencontre à l'hôpital, il lui propose d'écrire un livre sur elle et de lui en donner tous les droits, mais elle refuse sa proposition avec colère et s'enferme dans la salle de bain jusqu'à ce qu'il parte.

### Vie en quarantaine
Les autorités sanitaires de New York envoient le docteur Sara Josephine Baker parler à Mary Mallon. Sara Josephine Baker rapporte qu'« à ce moment elle (Mary Mallon) était convaincue que les autorités la persécutaient alors qu'elle n'avait rien fait de mal ». Quelques jours plus tard, elle revient avec des policiers pour faire arrêter Mary Mallon, car elle refuse de manière agressive de fournir des selles pour être analysées. Pour cette raison, les policiers emploient la manière forte et l'envoient à l'hôpital. Les autorités sanitaires de New York l'identifient comme porteuse de la fièvre typhoïde, et elle est mise en isolement pour trois ans dans une clinique de North Brother Island.
Le chef du département de la santé de l'État de New York, le docteur Eugene H. Porter, finit par décider qu'il n'est plus nécessaire de garder les porteurs de maladies en isolement. Mary Mallon est avertie qu'elle peut être libérée de la clinique si elle accepte de changer de métier et de prendre des précautions raisonnables pour ne pas contaminer son entourage. Le 19 février 1910, Mary Mallon déclare qu'elle « (est) prête à prendre un autre métier et donne sa parole qu'à sa libération, elle prendra ces précautions d'hygiène qui protègeront de l'infection ceux avec qui elle sera en contact ». Sa quarantaine prend fin et elle rentre en ville.
Elle commence à travailler comme lingère, mais cela lui rapporte moins que la cuisine. Elle prend alors le pseudonyme de « Mary Brown » et redevient cuisinière. En 1915, elle est soupçonnée d'avoir contaminé 25 personnes, dont deux sont décédées, pendant qu'elle travaillait aux cuisines du Sloane Hospital for Women à New York. Les autorités sanitaires la retrouvent et l'arrêtent, puis elle est remise en quarantaine sur l'île le 27 mars 1915, mais elle a déjà contaminé plusieurs personnes dont certaines sont aussi cuisiniers. C'est la seule des porteurs qui est mise en quarantaine pour rassurer la population et pour qu'ils se sentent protégés de la maladie. Mary Mallon y reste confinée pour le reste de sa vie. Elle y acquiert une petite notoriété, et donne des interviews à des journalistes, qui ont ordre de ne même pas accepter un verre d'eau de sa part. Plus tard, elle est autorisée à travailler comme technicienne au laboratoire de la clinique.

### Décès
Mary Mallon passe le reste de sa vie en quarantaine. Six ans avant sa mort, elle est paralysée par une attaque. Le 11 novembre 1938, à l'âge de 69 ans, elle meurt d'une pneumonie,. Son autopsie révèle la présence de bactéries de la fièvre typhoïde vivantes dans sa vésicule biliaire. Son corps est incinéré et ses cendres enterrées au cimetière de Saint Raymond dans le Bronx.

## Postérité

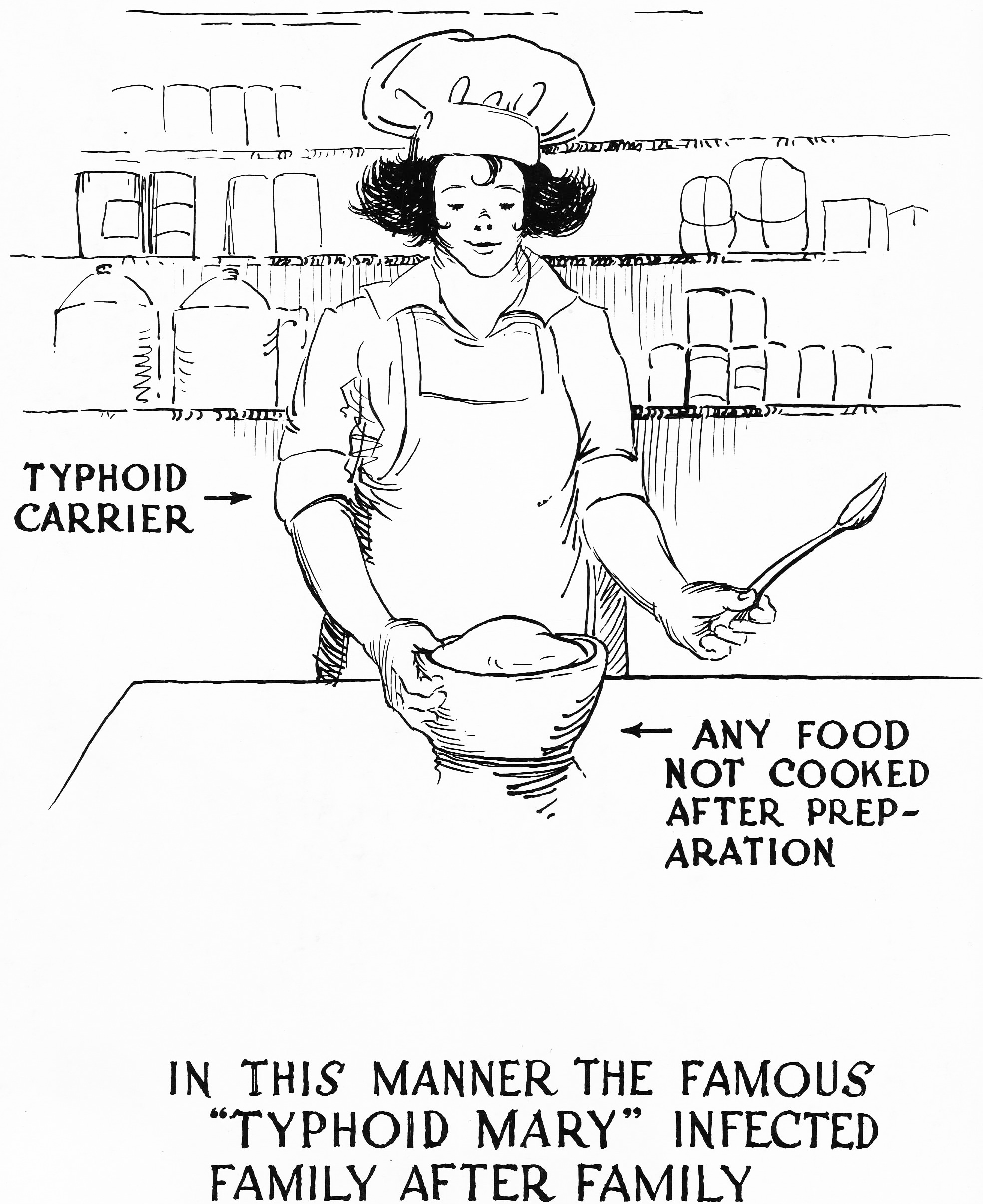
Affiche sur la transmission de la fièvre typhoïde.

Mary Mallon est le premier porteur sain de la fièvre typhoïde identifié par les médecins, et à l'époque, il n'y a pas de protocole établi pour gérer une telle situation. Son cas est également rendu difficile à traiter par ses dénégations violentes sur son rôle dans la propagation de la maladie ; en effet, Mary Mallon a toujours nié l'existence d'un lien entre son travail de cuisinière et les maladies chez ses employeurs. Elle affirme toujours qu'elle est en parfaite santé, n'a jamais eu la fièvre typhoïde, et ne peut donc pas en être la source. Les autorités sanitaires de New York finissent par décider que la quarantaine est le seul moyen de l'empêcher de provoquer d'autres épidémies de fièvre typhoïde.
D'autres porteurs sains de la maladie sont identifiés par la suite dans le premier quart du XXe siècle, dont Tony Labella, un immigré italien présumé responsable de cent contaminations dont cinq mortelles, un guide surnommé Typhoid John présumé responsable de trente-six contaminations dont deux mortelles, et Alphonse Coltis, un restaurateur et boulanger.
En anglais, l'expression Typhoid Mary est utilisée pour désigner quelqu'un qui répand involontairement une maladie,.
L'auteur suisse Jürg Federspiel a écrit La ballade de Marie Typhus (Die Ballade von der Typhoid Mary en allemand) qui résume la vie de Mary. 